# Hejná
Hejná település Csehországban, a Klatovyi járásban. Hejná Rabí, Žichovice, Velké Hydčice, Kejnice, Kalenice, Horažďovice és Nezamyslice településekkel határos. Lakosainak száma 152 fő (2024. január 1.).

## Népesség
A település lakosságának változását az alábbi diagram mutatja:
| Lakosok száma | 341  | 395  | 439  | 362  | 229  | 158  | 163  | 164  | 151  | 152  |
|               | 1869 | 1890 | 1921 | 1950 | 1980 | 2001 | 2017 | 2019 | 2022 | 2024 |